# Rosa Mateu i Sacristan
Rosa Mateu i Sacristan (Vilassar de Mar, Maresme, 1967) és una soprano catalana.
Va estudiar cant al Conservatori Superior de Música del Liceu de Barcelona amb Carme Bustamante. Ha aprofundit l'estudi d'interrelació del cos amb la veu amb Maria Teresa Celma amb qui treballa regularment. Amb Maria Rosa Tamarit i Assumpta Mateu, Rosa Mateu va ser premiada al X Concurs Joan Massià el novembre de 1989. Dirigida per Joan Anton Sánchez, i al costat del baix Josep Ferrer, el 1995 va interpretar el paper de Serpina a La serva padrona de Paisiello al Jove Teatre Regina. Amb l'Orquestra de Cambra del Palau de
la Música Catalana intervé com a Bernise a L'occasione fa il ladro, de Rossini.
El seu primer paper fou el de Bellina a Le astuzie femminili de Cimarosa al pati de Lletres de la
Universitat de Barcelona el 27 de juny de 1990, rebut amb bones crítiques. L'any següent interpreta Bastiana a Bastià i Bastiana, de Mozart, en versió catalana de Joaquim Pena, a l'Auditòrium de La Caixa de L'Hospitalet.
A partir del 1993, amb La fada d'Enric Morera, comença la seva col·laboració amb l'Associació d'Amics de l'Òpera de Sabadell amb Mirna Lacambra. Amb ells ha interpretat, entre d'altres, la Comtessa d'Almaviva (Les noces de Fígaro), Donna Elvira (Don Giovanni), Giovanna Seymour (Anna Bolena), Violetta i Flora (La Traviata) o Santuzza (Cavalleria Rusticana).
El seu interès per la música contemporània l'ha portat a estrenar obres de molts compositors, entre ells Xavier Montsalvatge, José Luis Turina, Xavier Turull, Moisès Bertran, Ernest Borràs, Ramon Humet, Joan Carles Martínez, Xavier Gols o Albert Guinovart. Fou requerida pel mateix Montsalvatge per estrenar a la Sala d'Actes L'Amistat de Cadaqués i després al Gran Teatre del Liceu la seva òpera Babel 46. Del mateix compositor, la mateixa temporada del Liceu, canta a Una voce in off i a Nova York Invocaciones al Crucificado.
El 2000 va assistir al Festival de Torroella de Montgrí per interpretar Tassarba, òpera d'Enric Morera. L'octubre del 2003 va fer un recital al costat de Jaume Aragall i Jane Dutton al Liceu per commemorar els quaranta anys de carrera d'Aragall. A la seva crònica a La Vanguardia, Roger Alier en parlava així:
| «                                                  | La magnífica, esplèndida soprano Rosa Mateu, elegant en les cançons de Toldrà i Morera, excel·lent intèrpret verdiana en l'ària Pace, pace de La forza del destino de Verdi, realment admirable, i també excel·lent companya en els nombrosos duos del programa, no només com Santuzza, sinó també com Desdèmona, en el d'Otello (Verdi)Otello. Amb Rosa Mateu tenim a una artista de cos sencer, capaç de retre graus importants de veu i d'interpretació en el que canta. | » |
| — Roger Alier, La Vanguardia. 19 d'octubre de 2003 | |   |

Regularment duu a terme recitals a l'estat espanyol, Europa, Amèrica del Nord, Amèrica del Sud i Itàlia amb els pianistes Mac Macclure, Anna Ferrer i Marco Evangelisti.